# 双富駅
双富駅（サンブえき、朝鮮語: 쌍부역）は朝鮮民主主義人民共和国慈江道時中郡にある駅で、満浦線に属する。 

## 隣の駅
満浦線
曲河駅 - 双富駅 - 安賛駅